# Lago Cayuga
Il lago Cayuga è il più lungo tra i Finger Lakes dello stato di New York, negli Stati Uniti, e il secondo per estensione dopo il lago Seneca; di origine glaciale come gli altri, è lungo 64 km. Porta il nome dei Cayuga, una delle sei nazioni irochesi.

## Geografia
Attraverso il fiume Seneca, che nasce dal lago Seneca scorrendo verso est, il Cayuga è connesso al lago Oneida e al canale Erie e, attraverso questo, al lago Ontario. Il livello dell'acqua è regolato dal Mud Lock, e d'inverno è tenuto più basso per minimizzare i danni prodotti dalla formazione del ghiaccio. L'acqua è usata sia per l'uso idrico che per lo smaltimento dei rifiuti.
La città di Ithaca si affaccia sulla sua sponda meridionale. All'estremità settentrionale si trova l'area protetta della palude di Montezuma. Nel lago è praticata la pesca; vi sono presenti eperlani, trote di lago e Micropterus dolomieui. La parte settentrionale è anche una tappa di diversi uccelli migratori.